# Burdette, Arkansas
Burdette là một thị trấn thuộc quận Mississippi, tiểu bang Arkansas, Hoa Kỳ. Năm 2010, dân số của thị trấn này là 191 người.

## Dân số
- Dân số năm 2000: 129 người.
- Dân số năm 2010: 191 người.